# Teodor Pâcă
Teodor Pâcă (n. 1 ianuarie 1928, Ploiești — d. 16 iunie 1978, București) a fost un poet (aparține structural curentului onirismului poetic), traducător și actor român.
Studiază dreptul doi ani, după care se transferă la Institutul "Maxim Gorki" (prin 1949). Inițial membru al Partidului Muncitoresc Român, este exclus din partid și exmatriculat înaintea susținerii examenului de stat datorită unor păreri „revizioniste”.
Lucrează ca impiegat, profesor suplinitor, sortator de piei într-o tăbăcărie, vopsitor, zugrav, electrician.
La Medgidia este o perioadă antrenor de box.
„Alesul boem al Bucureștiului”, este prieten cu, printre alții, Tudor George, Leonid Dimov, Florin Pucă, Stan Palanca, Virgil Mazilescu, George Mărgărit, Dumitru Țepeneag, George Astaloș.
A publicat în timpul vieții un singur volum de versuri (Poezii, Editura Eminescu, București 1970). În 2000, George Astaloș îi publică volumul „Scurtă despărțire”.
A scris un roman, neterminat și fără titlu, pe o fâșie de hârtie de telex.
A fost căsătorit cu Ana-Marina Voiculescu (viitoarea soție a lui Leonid Dimov), cu care a avut o fiică, Ileana (n. 1957).
Cea de a doua soție a lui este Mariana Oprean Pîcă.

## Filmografie
- Capcana (1974)
- Păcală (1974) - popa
- Tatăl risipitor (1974)
- Mușchetarul român (1975)
- Prin cenușa imperiului (1976) - deținut bărbos
- Toate pînzele sus (serial TV, 1977) - ep. 1, 4-5
- Ecaterina Teodoroiu (1978) - moș Tudor

## In memoriam
- 2016 - în data de 16 mai s-a deschis Expoziția de grafică și poezie la Muzeul „I. Vulcan” - Zilele Muzeului Țării Crișurilor, manifestare care a celebrat împlinirea a 120 de ani de activitate muzeală în Oradea. Cu această ocazie, generalul în rezervă Lazăr Cârjan a prezentat o colecție de manuscrise, artă și literatură. Colecția a fost formată din manuscrisele poetului Teodor Pâcă și numeroase lucrări de grafică semnate de Florin Pucă.[5]